# Franz Ferdinand von Kuenburg

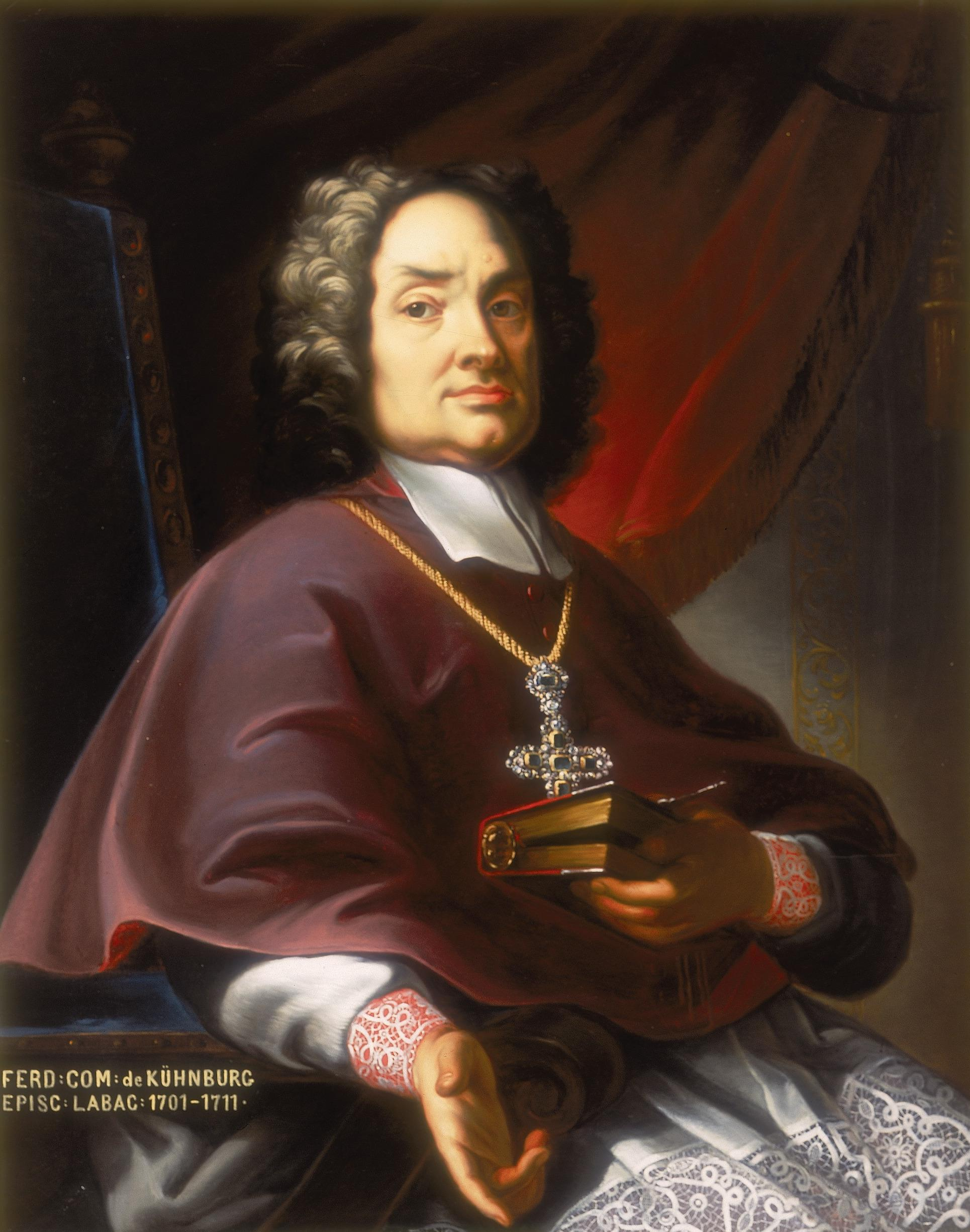
Franz Ferdinand von Kuenburg

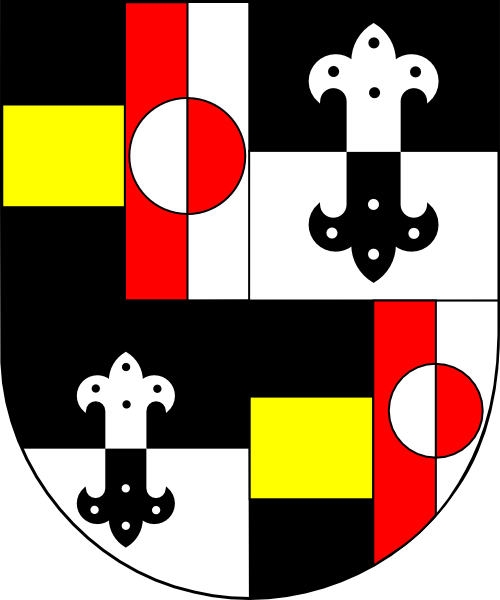
Wappen Franz Ferdinand von Kuenburg, Erzbischof von Prag

Franz Ferdinand Graf von Kuenburg (auch: Küenburg; Khuenburg; Khünburg; Kienburg; * 5. Februar 1651 in Mossa bei Görz; † 7. August 1731) war Bischof von Laibach und Erzbischof von Prag.

## Herkunft und Werdegang
Seine Eltern waren der Graf Johann Friedrich von Kuenburg und Joannina von Cusman(n). Franz Ferdinand studierte in Salzburg Theologie und Kirchenrecht und war seit 1670 Domkapitular in Passau sowie in Salzburg, wo er später auch Domscholaster und Berater des Erzbischofs wurde. Am 9. April 1689 wurde er zum Priester geweiht und erhielt 1698 die Propstei St. Moritz in Friesach in Kärnten.

## Bischof von Laibach
Kaiser Leopold I. nominierte im Jahre 1700 Franz Ferdinand von Kuenburg zum Bischof von Laibach. Die päpstliche Zustimmung erfolgte am 18. Juli 1701. Im selben Jahr erhielt er auch eine Bestätigung über seine Wählbarkeit für den Salzburger Bischofsstuhl.
In Laibach unternahm er eine Visitation des Sprengels und berichtete über seine Beobachtungen auf den Kleruskonferenzen. Auf der Diözesansynode von 1706 wurde der Bau eines Priesterseminars beschlossen, da die Priesterausbildung bis dahin am Laibacher Jesuitenkolleg erfolgte. Für die Vereinheitlichung der Liturgie veranlasste er die Herausgabe eines „Rituale Labacense ad usum Romanum accomodatum“. Aus einer Stiftung des Johann Jakob Schell von Schellenberg wurde ein Ursulinenkloster errichtet, das der Mädchenbildung dienen sollte.
Ein großes Anliegen war ihm der unter seinem Vorgänger Sigismund Christoph von Herberstein beschlossene Neubau des Laibacher Domes, der nach Plänen von Andrea Pozzo errichtet und 1707 fertiggestellt werden konnte.

## Erzbischof von Prag
Nach dem Tod des Prager Erzbischofs Johann Joseph von Breuner nominierte der Kaiser am 10. April 1710 Franz Ferdinand von Kuenburg zu dessen Nachfolger. Da sich der Nominierte in Lissabon aufhielt, wohin er Erzherzogin Maria Anna auf ihrem Brautzug zu begleiten hatte, konnte die päpstliche Translation erst am 11. Mai 1711 und die Inthronisation wegen einer Pestepidemie erst am 14. April 1714 erfolgen.
Während seiner Prager Amtszeit breitete sich der Protestantismus besonders in Ostböhmen aus, so dass neben der angestrebten Rekatholisierung auch Zwangsmaßnahmen für deren Durchführung angeordnet wurden. Kuenburg legte dabei besonderen Wert auf den Religionsunterricht und veranlasste 1722 die Herausgabe eines Prager Katechismus. Daneben bemühte er sich beim Landtag um die Vermehrung der Pfarreien. Ordensgründungen erfolgten 1710 durch die Cölestinerinnen und 1719 durch die Elisabethinnen. 1721 konnte der 1697 begonnene Seligsprechungsprozess für Johannes von Nepomuk und 1729 dessen Heiligsprechung mit großen religiösen Feiern begangen werden.
Die in Südmähren gelegene erzbischöfliche Herrschaft Kojetín vertauschte Kuenburg gegen seine Güter Štědřík und Unter Březan bei Prag, das den Erzbischöfen künftig als Sommersitz diente. Zwei Jahre vor seinem Tod errichtete er die Herrschaft Jung Woschitz als Fideikommiss für seine Neffen.